# Klaus-Peter Stahl
Klaus-Peter Stahl (* 28. Mai 1946; † 22. September 1982) war ein deutscher Fußballspieler, der von 1975 bis 1978 für den FSV Frankfurt 95 Spiele in der 2. Fußball-Bundesliga Süd absolviert und zwei Tore erzielt hat.

## Laufbahn

### Amateurliga, Regionalliga, Bundesliga: bis 1972
Der vom TSV Werbach gekommene Mittelfeld- und Abwehrspieler Klaus-Peter Stahl stieg mit Viktoria Aschaffenburg in der Saison 1969/70 aus der hessischen Amateurliga in die Fußball-Regionalliga Süd auf. Sein Debüt in der Regionalliga feierte er am dritten Spieltag, am 30. August 1970 bei der 1:4-Niederlage in Rüsselsheim. An der Seite der Routiniers Stefan Dahlem und Fred Englert absolvierte Stahl 33 Ligaspiele und erzielte zwei Tore. Die Mannschaft aus dem Stadion am Schönbusch konnte den Klassenerhalt nicht realisieren und stieg umgehend wieder in das Amateurlager ab. Stahl selbst bekam beim Bundesligisten Eintracht Frankfurt einen Vertrag zur Saison 1971/72 und stieg damit in die Fußball-Bundesliga auf.
Eintracht-Trainer Erich Ribbeck konnte in dieser Runde zusätzlich noch mit den prominenten Neuzugängen Ender Konca und Thomas Parits sowie den zwei Talenten vom VfB Stuttgart Dieter Ungewitter und Roland Weidle planen. Die Stammformation der Eintracht in der Abwehr und im Mittelfeld setzte sich im Laufe der Saison aus Torhüter Peter Kunter, den Defensivakteuren Peter Reichel, Friedel Lutz, Gert Trinklein und Karl-Heinz Wirth sowie im Mittelfeld aus Jürgen Kalb, Horst Heese, Bernd Nickel und Bernd Hölzenbein zusammen. Der Neuzugang aus Aschaffenburg, Klaus-Peter Stahl, kam dadurch nur zu vier Bundesligaeinsätzen und einem Spiel im DFB-Pokal. Stahl war in der Vorrunde 1971/72 beim Auswärtsspiel in Mönchengladbach und in der Rückrunde in den Spielen gegen Braunschweig, Oberhausen und den VfB Stuttgart in der Bundesliga aktiv. Im DFB-Pokal war er bei der 0:1-Niederlage beim FC Schweinfurt am 4. Dezember 1971 ebenfalls zum Zuge gekommen. Da eine Verbesserung seiner künftigen Einsatzmöglichkeiten nicht wahrscheinlich schien, wechselte er nach einer Runde bei Eintracht Frankfurt an den Bornheimer Hang zum FSV Frankfurt.

### FSV Frankfurt, 1972 bis 1978
Der Schritt zurück – der FSV spielte 1972/73 in der 1. Amateurliga Hessen – erwies sich für Stahl als richtig. Er gehörte der Stammformation der Schwarz-Blauen an, die vor der SpVgg 05 Bad Homburg und Opel Rüsselsheim die Meisterschaft erringen und damit den Aufstieg in die Fußball-Regionalliga Süd bewirken konnten. Die Leistungsstärke im hessischen Amateuroberhaus bewirkte, dass der Vizemeister aus Bad Homburg in diesem Jahr die deutsche Amateurmeisterschaft gewann. Persönlich wurde die Leistung von Klaus-Peter Stahl noch durch die Berufung in die deutsche Fußballnationalmannschaft der Amateure honoriert. Im ersten Spiel der DFB-Amateure nach dem Olympiaturnier 1972, am 6. Dezember 1972 in Hertogenbosch, bildete er zusammen mit Egon Schmitt und Jürgen Kalb die Läuferreihe bei der 1:2-Niederlage im Länderspiel gegen Holland. Beim Debüt von Werner Schneider in der DFB-Amateurelf, am 28. Februar 1973 in Montecatini gegen Italien, agierte der Hesse in seinem zweiten Amateurländerspiel beim deutschen 2:0-Erfolg in der Verteidigung.
In der letzten Saison der zweitklassigen Fußball-Regionalliga, 1973/74, kam der FSV Frankfurt auf den 11. Rang im Süden. Stahl hatte 30 Spiele an der Seite des Routiniers und Spielmachers Horst Trimhold – der Ex-Nationalspieler fungierte im Laufe der Runde auch als Spielertrainer – absolviert und zwei Tore erzielt. Durch die Neueinführung der 2. Fußball-Bundesliga ab dem Spieljahr 1974/75 rückte der FSV wieder in das Amateurlager zurück. Die Bornheimer kehrten nach dem Meisterschaftsgewinn 1975 vor dem VfR Oli Bürstadt – der Vizemeister aus Hessen gewann die deutsche Amateurmeisterschaft 1975 – und Hessen Kassel postwendend in die Zweitklassigkeit zurück und spielten ab der Saison 1975/76 in der 2. Fußball-Bundesliga Süd.
Trainer Milovan Beljin setzte von 1975 bis 1978 Klaus-Peter Stahl in 95 Meisterschaftsspielen ein. Die beste Platzierung erlebte Stahl in der Runde 1976/77 mit dem siebten Rang, als Angreifer Paul-Werner Hofmann 21 Tore für den FSV erzielte. Sein letztes Zweitligaspiel bestritt der Routinier am 27. Mai 1978 beim Auswärtsspiel gegen den FC Homburg. Im DFB-Pokal der Jahre 1977 und 1978 erreichte er zweimal die dritte Hauptrunde. Am 18. Dezember 1976 schied Stahl mit dem FSV nach einer 0:1-Niederlage beim FC Schalke 04 aus und am 15. Oktober 1977 durch eine 0:3-Heimniederlage gegen den späteren Double-Gewinner 1. FC Köln.
Im Anschluss setzte Stahl seine Laufbahn als Spielertrainer im hessischen Amateurfußball fort und war in dieser Funktion beim SV Kriftel (1978), der SG Kelkheim (1980–1982) und der SpVgg Seligenstadt (1982) aktiv.